# 英格蘭國會
英格蘭國會（英語：Parliament of England）是英格兰王国立法機關。英格蘭國會的歷史可以追溯至1066年，最初是英格蘭國王威廉一世成立的一個理事會。1215年大憲章頒布之後逐漸發展為一個兩院制議會。英格蘭以後之後逐漸限制君主的權利包括繞過議會徵稅，其和君主的鬥爭也直接成為英國內戰和光榮革命的導火索。《1707年聯合法令》生效時，英格蘭國會和苏格兰王国议会合併為大不列顛國會。